# Đức Liễu
Đức Liễu là một xã thuộc huyện Bù Đăng, tỉnh Bình Phước, Việt Nam.
Xã Đức Liễu có diện tích 87,53 km², dân số năm 1999 là 9.248 người, mật độ dân số đạt 106 người/km².